# Symphitoneuria exigua
Symphitoneuria exigua là một loài Trichoptera trong họ Leptoceridae. Chúng phân bố ở miền Australasia.